# Mike Mignola
Mike Joseph Mignola (Berkeley, 16 september 1960) is een Amerikaans comictekenaar en -schrijver. Hij is de geestelijk vader van Hellboy, het hoofdpersonage van een reeks door hem getekende en/of geschreven miniseries en oneshots waarmee hij meerdere Eisner-awards in de wacht sleepte. Enkele andere van zijn grootste projecten zijn afgeleid van die reeks, zoals de verhalen rondom Abe Sapien, Lobster Johnson en die over de B.P.R.D. (Bureau for Paranormal Research and Defense).
Mignola werd in 1983 aangenomen door Marvel Comics als inkter voor Daredevil en Power Man & Iron Fist. Hij werkte er verder aan titels als The Incredible Hulk en Alpha Flight. Een aantal jaren daarna deed Mignola steeds meer werk voor DC Comics, zoals aan Phantom Stranger, Cosmic Odyssey en Gotham by Gaslight, een Batman-verhaal waarin het personage achter Jack the Ripper aangaat. Tevens tekende hij de covers voor de miniserie Batman: A Death in the Family, waarin de tweede persoon in het pak van Robin sterft.
Mignola bracht in 1994 zijn eerste Hellboy-verhaal Seed of Destruction uit bij uitgeverij Dark Horse Comics, waardoor hij de rechten op het personage volledig in eigen handen hield (anders dan bij Marvel en DC). Hij was op dat moment alleen ervaren als tekenaar, zodat hij de dialogen liet schrijven door John Byrne. De belangrijkste verhalen die volgden rond het titelpersonage tekende én schreef hij zelf, hoewel hij het personage soms uit handen gaf aan anderen voor verhaaltechnisch vrijblijvender uitgaven.
In navolging van Hellboy bedacht Mignola de titel B.P.R.D., wat staat voor Bureau for Paranormal Research and Defense. Deze verhalen draaien om Hellboys werkgever en de andere personages die daarvoor werken. Mignola schrijft hiervoor eveneens de verhalen, maar laat het tekenwerk over aan Guy Davis. Ook verschillende andere personages van Mignola waarover hij een reeks aan eigen verhalen maakte vonden hun oorsprong in de pagina's van Hellboy, zoals Abe Sapien en Lobster Johnson.